# Beyrie-en-Béarn
Beyrie-en-Béarn là một xã thuộc tỉnh Pyrénées-Atlantiques trong vùng Nouvelle-Aquitaine ở tây nam nước Pháp. Xã này nằm ở khu vực có độ cao trung bình 178 mét trên mực nước biển.